# 歐文鱂
歐文鱂（學名：Cyprinodon radiosus）為輻鰭魚綱鯉齒目鯉齒亞目鯉齒鱂科的其中一種，被IUCN列為瀕危保育類動物，分布於北美洲美國加州南部歐文斯河流域，體長可達4公分，棲息在沼澤、溪流，可作為觀賞魚。